# Irwin-Gletscher
Das Irwin-Gletscher ist ein steiler Gletscher im ostantarktischen Viktorialand. Er fließt vom Edlin-Firnfeld in nördlicher Richtung und verschmilzt vor der Einmündung in den Graveson-Gletscher mit dem von Norden kommenden Montigny-Gletscher. 
Kartografisch erfasst wurde er durch Vermessungsarbeiten des United States Geological Survey und mithilfe von Luftaufnahmen der United States Navy zwischen 1960 und 1964. Das Advisory Committee on Antarctic Names benannte den Gletscher 1970 nach dem Glaziologen Carlisle S. Irwin, der zwischen 1966 und 1967 an Feldforschungen auf dem Meserve-Gletscher mitgewirkt hatte.